# Déborah Heissler

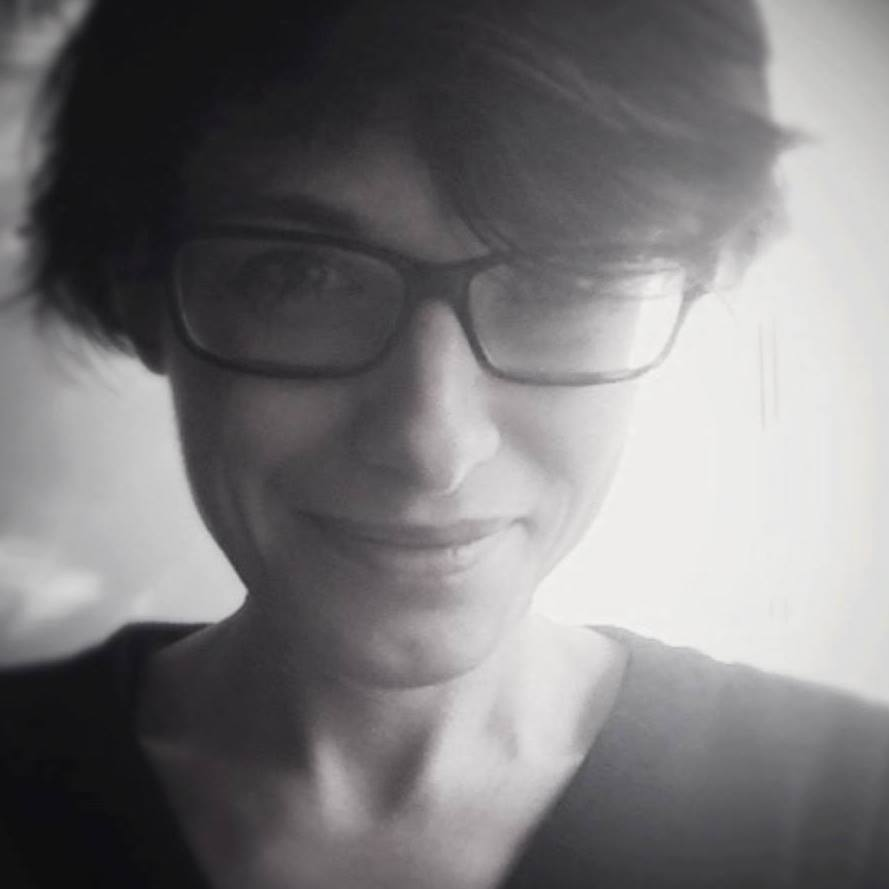
Deborah Heissler

Déborah Heissler (* 5. Mai 1976 in Mülhausen, Frankreich) ist eine französische Schriftstellerin, Dichterin und Essayistin. Sie hat Sammlungen im Cheyne-Verlag (seit 2005) und Æncrages & Co-Verlag (seit 2013) veröffentlicht. Ihre Bücher erhielten zahlreiche Literaturpreise.

## Leben
Déborah Heissler wurde 1976 in Mülhausen als Tochter einer polnischen Mutter und eines französischen Vaters geboren. Von 1980 bis 1998 nahm sie Klavierunterricht. Sie erhielt 1988 ein Schreibstipendium „Antoinette et Pol Neveux“ von der Académie française.

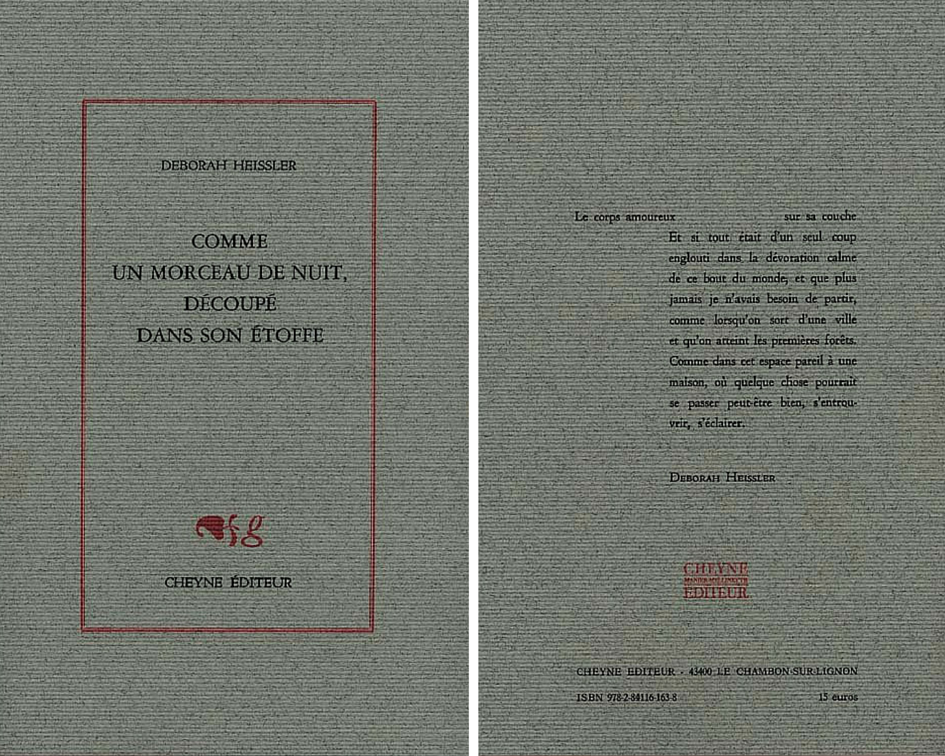
Comme un morceau de nuit, découpé dans son étoffe, Vorwort von Dominique Sorrente, Verlag Cheyne, Koll. Grise, Chambon-sur-Lignon, Frankreich, 2010.

Von 1994 bis 2008 widmete sie sich dem Studium der zeitgenössischen Literatur und der Informations- und Kulturwissenschaften an der Universität des Oberelsass (Université de Haute-Alsace). Im Dezember 2005 erhielt sie das Doktorat der Französischen Sprachwissenschaften und veröffentlichte ihre erste Sammlung beim Verlag Cheyne dank ihrer Auszeichnung der Berufung zur Poesie, die von der Stiftung Bleustein-Blanchet verliehen wird: Près d'eux, la nuit sous la neige (2005).
Im Frühling 2007 beendete sie ihre Hochschulausbildung mit einem Praktikum im Bibliotheksmuseum Opera Garnier über einen Teil der Fotosammlung Roger Pic, die dem Tanz in den 1960er Jahren an der Opera Garnier gewidmet ist. Von 2007 bis 2010 lebte sie in Indien und der Volksrepublik China, danach in Thailand und in Vietnam, wo sie an verschiedenen Universitäten und Fakultäten die französische Sprache unterrichtete. Von ihrem Aufenthalt an der Universität von Xiangtan in der Provinz Hunan in China brachte sie zahlreiche Fotos mit und einen Teil der Sammlung „Comme un morceau de nuit, découpé dans son étoffe“ (2010), beim Verlag Cheyne veröffentlicht und im Jahre 2011 mit dem internationalen Preis der französischen Poesie Yvan Goll ausgezeichnet und im Jahre 2012 mit dem Preis des Gedichts in Prosa Louis Guillaume.
Im Jahre 2011 erhielt sie ein Autoren-Stipendium vom CRLFC, das die Veröffentlichung von „Chiaroscuro“ (2013) in Zusammenarbeit mit dem Maler und Bildhauer André Jolivet beim Verlag Æncrages & Co in der Sammlung „Voix de chant“ ermöglichte. Das CNL erteilte ihr seinerseits einen Kredit für einen Aufenthalt im „Haus der Poesie in Rennes“ während des Frühlings 2013.
Nachdem sie Mitglied der Jury des Novellen-Wettbewerbs der Slawistik an der Universität Paris IV-Sorbonne gewesen war, ist sie seit 2015 Mitglied der Jury des Preises des Gedichts in Prosa Louis Guillaume geworden.

## Rezensionen
Annahme nach dem Journalisten Francis Chenot, die Schrift von Deborah Heissler „wird von grundlegenden Stimmen der heutigen französischen Poesie genährt“, von denen Yves Bonnefoy, André du Bouchet, Gustave Roud oder Philippe Jaccottet nach Richard Blin die „Vermittler“ wären. Letzterer fügt hinzu, dass sie durch die zur Lektüre gegebenen „Gedichte der Befreiung“, die aus der Verwandlung den Ursprung einer Stimme bilden, der der „Puls der Abwesenheit“ oder auch „die innere Resonanz dessen, was nicht mehr besteht“ das Tempo geben, sowohl das bezeichnet, beschreibt und abgrenzt, was vergeht und trennt und ihre Gedichte wie „eine Herausforderung gegenüber der Leere“ herausstellt, die sie unaufhörlich erneuert.
Dominique Sorrente seinerseits bemerkt, dass in ihren Sammlungen, in denen sich Referenzen zur Musik und zur Malerei abwechseln, die Schrift von Deborah Heissler vor allem ein „Akt der Gerechtigkeit“ ist oder auch „ein Spiel von Nuancen und Harmonien“.

## Werke

### Poesie  / Prosa
- 2020: Les Nuits et les Jours, in Zusammenarbeit mit Joanna Kaiser (Polen), Vorwort von Cole Swensen (USA), Verlag Æncrages & Co, Koll. Ecri(peind)re, Baume-les-Dames (Frankreich).
- 2015: Sorrowful Songs, in Zusammenarbeit mit dem Maler Peter Maslow, Verlag Æncrages & Co, Koll. Voix de chants, Baume-les-Dames. Vorwort von Claude Chambard.
- 2015: Kanten, [Buch eines Künstlers], Text von Déborah Heissler zu Illustrationen von Michel Remaud, Auflage von 7 Exemplaren auf BFK Rives Papier (31,5 × 16,5). 5 Bildtafeln in Koffer.
- 2015: Cantabile, in Little big book Artist, Le monde d'Eros [Gedicht], Gemälde und Chinatinten von André Jolivet, 4 Exemplare im Format 21 × 25 cm, Voltije Éditions Ltd.
- 2013: Chiaroscuro, in Zusammenarbeit mit dem Maler und Bildhauer André Jolivet, Verlag Æncrages & Co, Koll. Voix de chants, Baume-les-Dames.
- 2012: Viennent / en silence, [Buch eines Künstlers] in Zusammenarbeit mit dem Maler und Bildhauer André Jolivet, 9 Exemplare im Format 27 × 27 cm mit Bücherkoffer, Voltije Verlag.
- 2010: Comme un morceau de nuit, découpé dans son étoffe, Vorwort von Dominique Sorrente, Verlag Cheyne, Koll. Grise, Chambon-sur-Lignon.
- 2009: L’Orientale, [Gedicht] in Les Cahiers slaves, Sonderausgabe, Paris IV - Sorbonne.
- 2008: Scherzando, [Prosa] in Les Cahiers slaves, Sonderausgabe, Paris IV - Sorbonne.
- 2005: Sur l‘arbre de Judée, [Prosa] in Les Cahiers slaves, Sonderausgabe, Paris IV -  Sorbonne.
- 2005: Près d'eux, la nuit sous la neige, Verlag Cheyne, Koll. Vocation, Chambon-sur-Lignon.
- 2004: Offrant-e, [Gedicht] in Paroles d’argile, SCDE, Paris IV - Sorbonne.

#### Anthologien
- 2005: Deux figures dansantes graduellement, in Gare maritime aufgenommenes Gedicht, geschriebene und klangliche Anthologie der zeitgenössischen Poesie, 2014, Dir. Magali Brazil, Maison de la Poésie de Nantes
- 2010: Loin, in der On-line Zeitschrift Terres de femmes 2013 aufgenommenes Gedicht: 102 zeitgenössische Dichterinnen (anthologie poétique, 2013, Dir. Angèle Paoli)
- 2012: Tu  (unveröffentlicht), Gedicht für die poetische französischsprachige Anthologie der zeitgenössischen weiblichen Stimmen (von Sabine Huynh, Andrée Lacelle, Angèle Paoli und Aurélie Tourniaire zusammengestellte Texte), 2012, Montélimar, Verlag Voix d'encre
- 2005: Cette rumeur [...], Gedicht, das 2007 in  L'Année poétique aufgenommen wurde [Vorwort von Bruno Doucey], 2007, Paris, Verlag Seghers

#### Zeitschriften
Unveröffentlichte Gedichte in der Zeitschrift Revue D'Ici là  (Dir. Pierre Ménard) Nr. 1 „Nous dormons notre vie d'un sommeil sans rêves“  (2008), Nr. 3 „La musique savante manque à notre désir“  (2009) und Nr. 7 „Le présent n’est que la crête du passé et l’avenir n’existe pas“  (2011) auf Publie.net und Terres de femmes (Dir. Angèle Paoli) und Regard au pluriel (Dir. Christine Bauer).
Veröffentlichung von Prosa, Kritiken oder unveröffentlichte Gedichte in den Zeitschriften Bacchanales, Diptyque, Nunc, in Nouvelle revue d'esthétique (PUF), Paris Lit up  oder Raise. Magazine photographique unter anderem.

#### Vorwort
- Vorwort für eine Anthologie der zeitgenössischen weiblichen Stimmen 2012, [von Sabine Huynh, Andrée Lacelle, Angèle Paoli und Aurélie Tourniaire zusammengestellte Texte in Zusammenarbeit mit Terres de femmes], Montélimar, Verlag Voix d'encre.

## Stipendien / Festival
Schreibstipendium „Antoinette et Pol Neveux“ der Académie française (1988). Autorenstipendium des CRLFC, centre régional du livre de Franche-Comté (2011). Krédit von CNL (Centre national du livre) für einen Aufenthalt im Haus der Poesie in Rennes (2013).
Seit 2005 ist sie zu mehreren Lektüren oder Treffen bei der UNESCO für den „Tag der Poesie“  eingeladen worden und ebenso von der Alliance française von Paris und von „Lektüren unter dem Baum“  (mit Cheyne, Verlag) oder in den Häusern der Poesie von Rennes, Nantes und Paris. Sie hat an zahlreichen literarischen Veranstaltungen teilgenommen. Unter anderem begleitet von der jungen Violinistin Elsa Grether in den Lektürezyklen über Johann Sebastian Bach und Eugène Ysaye.

## Auszeichnungen und Preise
- 2012: „Preis des Gedichts in Prosa Louis Guillaume“
- 2011: „Internationaler Preis der französischen Poesie Yvan Goll“
- 2007: „Preis Henry Durand der slawistischen Studien der Universität Paris IV-Sorbonne“
- 2005: „Preis der Berufung zur Poesie der Stiftung Bleustein-Blanchet“
- 2003: „Preis der kulturellen Aktion und Vereine der Universität Paris IV-Sorbonne“